# Garuda Indonesia Championships Palembang
Il Garuda Indonesia Championships Palembang è un torneo professionistico di tennis giocato su campi in cemento. Fa parte dell'ITF Men's Circuit e dell'ITF Women's Circuit. Si gioca annualmente a Palembang in Indonesia.

## Albo d'oro

### Singolare maschile
| Anno | Campione     | Finalista       | Punteggio |
| ---- | ------------ | --------------- | --------- |
| 2011 | Hiroki Kondo | Danai Udomchoke | 7–5, 6–4  |

### Doppio maschile
| Anno | Campioni                       | Finalisti                     | Punteggio |
| ---- | ------------------------------ | ----------------------------- | --------- |
| 2011 | Danai Udomchoke Wang Yeu-tzuoo | Harri Heliövaara Hiroki Kondo | 6–0, 6–1  |

### Singolare femminile
| Anno | Campionessa   | Finalista          | Punteggio |
| ---- | ------------- | ------------------ | --------- |
| 2011 | Iryna Brémond | Ayu-Fani Damayanti | 6–2, 6–3  |

### Doppio femminile
| Anno | Campionesse                     | Finaliste                        | Punteggio |
| ---- | ------------------------------- | -------------------------------- | --------- |
| 2011 | Tamaryn Hendler Chanel Simmonds | Ayu-Fani Damayanti Jessy Rompies | 6–4, 6–2  |